# Nga Sơn (xã)
Nga Sơn là một xã thuộc tỉnh Thanh Hóa, Việt Nam.
Xã Nga Sơn được thành lập ngày 16 tháng 6 năm 2025 theo Nghị quyết số 1686/NQ-UBTVQH15  của Ủy ban Thường vụ Quốc hội  trên cơ sở sáp nhập  toàn bộ diện tích tự nhiên, quy mô dân số của thị trấn Nga Sơn và các xã Nga Yên, Nga Thanh, Nga Hiệp, Nga Thủy thuộc huyện Nga Sơn, tỉnh Thanh Hóa . Xã này chính thức hoạt động từ ngày 01 tháng 7 năm 2025.

## Thị trấn Nga Sơn trước tháng 6 năm 2025

### Địa lý
Thị trấn Nga Sơn nằm ở trung tâm huyện Nga Sơn, có vị trí địa lý:
- Phía đông giáp xã Nga Thanh và xã Nga Thủy
- Phía tây giáp xã Nga Văn
- Phía nam giáp các xã Nga Trung và Nga Phượng
- Phía bắc giáp xã Nga Yên và xã Nga Trường.

Thị trấn Nga Sơn có diện tích 7,08 km², dân số năm 2018 là 12.200 người, mật độ dân số đạt 1.723 người/km².
Thị trấn là trung tâm kinh tế - xã hội tiểu vùng đông bắc tỉnh Thanh Hóa, là giao lộ của các tuyến đường giao thông quan trọng như Quốc lộ 10, tỉnh lộ 508.

### Hành chính
Thị trấn Nga Sơn được chia thành 15 tiểu khu: 1, 2, 3, Ba Đình, Bách Lợi, Hưng Đạo, Hưng Long, Long Khang, Mỹ Hưng, Nga Lộ 1, Nga Lộ 2, Thắng Thịnh, Trung Bắc, Yên Hạnh 1, Yên Hạnh 2.

## Lịch sử
Phần lớn địa bàn thị trấn Nga Sơn hiện nay trước đây là hai xã Nga Mỹ và Nga Hưng thuộc huyện Nga Sơn.
Ngày 23 tháng 12 năm 1988, Hội đồng Bộ trưởng ban hành Quyết định số 188-HĐBT. Theo đó, thành lập thị trấn Nga Sơn, thị trấn huyện lỵ huyện Nga Sơn trên cơ sở tách một phần diện tích và dân số của hai xã Nga Mỹ và Nga Yên.
Đến năm 2018, thị trấn Nga Sơn có diện tích 1,11 km², dân số là 4.040 người, mật độ dân số đạt 3.640 người/km², gồm 6 tiểu khu: 1, 2, 3, 4, Ba Đình, Hưng Long. Xã Nga Mỹ có diện tích 3,66 km², dân số là 4.686 người, mật độ dân số đạt 1.280 người/km², gồm 8 thôn từ 1 đến 8. Xã Nga Hưng có diện tích 2,31 km², dân số là 3.474 người, mật độ dân số đạt 1.504 người/km², gồm 8 thôn từ 1 đến 8.
Ngày 16 tháng 10 năm 2019, Ủy ban Thường vụ Quốc hội ban hành Nghị quyết số 786/NQ-UBTVQH14 về việc sắp xếp các đơn vị hành chính cấp xã thuộc tỉnh Thanh Hóa (nghị quyết có hiệu lực từ ngày 1 tháng 12 năm 2019). Theo đó, sáp nhập toàn bộ diện tích và dân số của các xã Nga Mỹ và Nga Hưng vào thị trấn Nga Sơn.

## Người nổi tiếng
- Lê Văn Giảng: Ủy viên UB Kiểm tra Trung ương ĐCS Việt Nam khóa IX, X.
- Mai Văn Dâu: Phó Bí thư Ban Cán sự Đảng Bộ Thương mại, Thứ trưởng Thường trực Bộ Thương mại
- Mai Văn Ninh, Ủy viên Trung ương Đảng, Phó Trưởng ban Thường trực Ban Tuyên giáo Trung ương, Bí thư Tỉnh ủy Thanh Hóa, Chủ tịch Hội đồng nhân dân tỉnh Thanh Hóa, Chủ tịch Ủy ban nhân dân tỉnh Thanh Hóa.